# 소원초등학교 의항분교
소원초등학교 의항분교는 대한민국 충청남도 태안군에 있었던 공립 초등학교이다.

## 학교 연혁
- 1951년 9월 1일 모항국민학교 의항분실 설치
- 1958년 4월 30일 모항국민학교 의항분교장 설치
- 1975년 4월 25일 의항국민학교 개교
- 1987년 1월 24일 병설유치원 인가
- 1996년 3월 1일 소원초등학교 의항분교장 격하
- 2023년 2월 28일 폐교[2]

## 참고 자료
- 소원초등학교의항분교장 - 한국교육학술정보원 학교알리미